# Pilar (Buenos Aires)

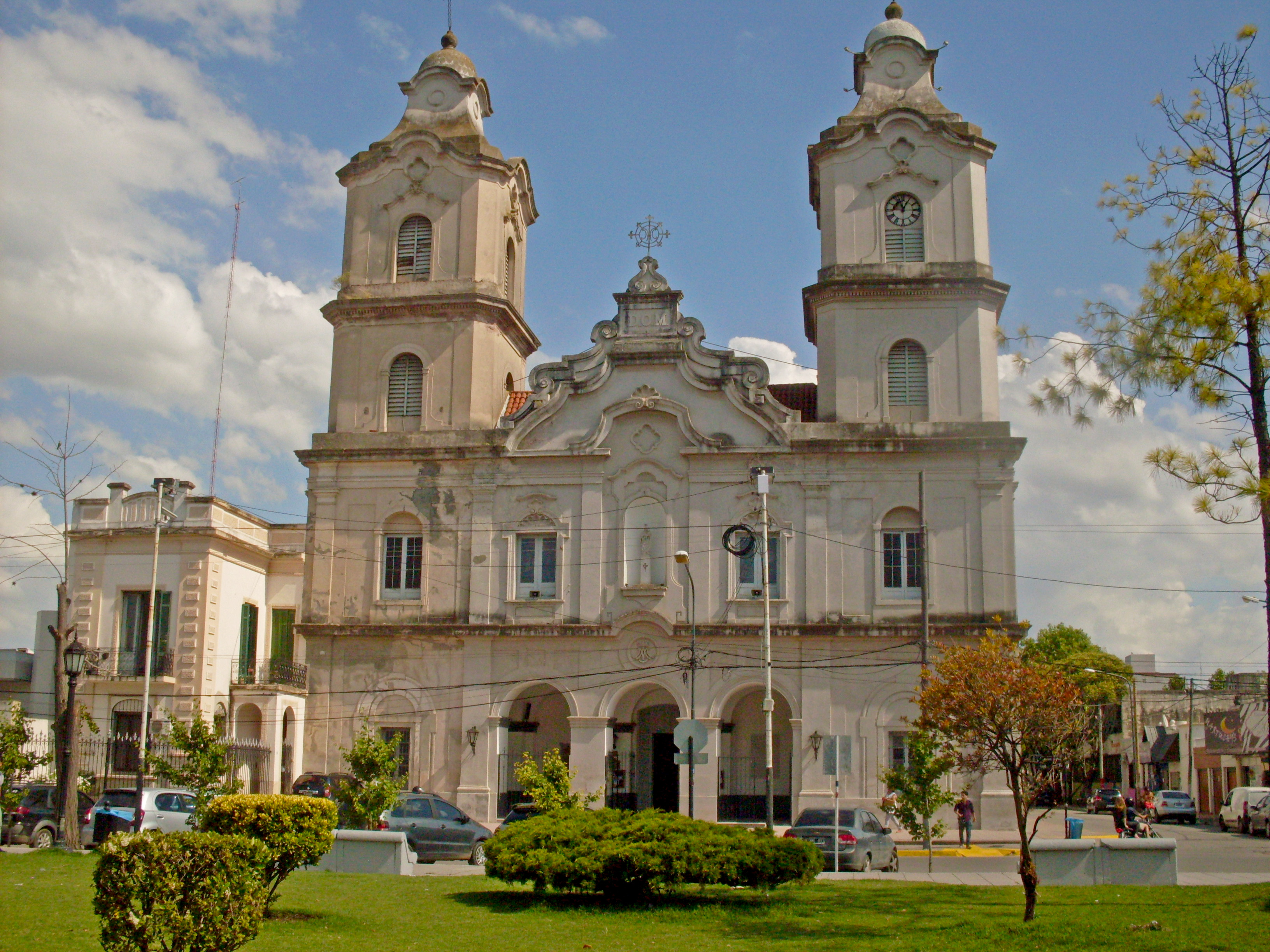
Pilar, Buenos Aires.

Pilar è una città argentina della provincia di Buenos Aires, capoluogo del partido omonimo.
Situata nella parte nord-ovest della conurbazione della Grande Buenos Aires, è una città satellite prettamente residenziale caratterizzata dalla presenza di numerosi club di polo e gated community.

## Geografia
Pilar è situata a 60 km a nord-ovest dal centro di Buenos Aires, nel margine nordoccidentale della grande area metropolitana bonaerense.

## Storia
Nel 1774 Ventura López Camelo fu designato dal cabildo ecclesiastico di Buenos Aires come primo alcalde del luogo. Il 23 febbraio 1820 vi si firmò il trattato che stabilisce le basi per il federalismo argentino. A causa di questo evento rilevante, la città di Pilar è riconosciuta come la Culla Nazionale del Federalismo. Nel 1821 furono tracciate le strade del villaggio e fu incominciata la costruzione della chiesa. Nel 1864 fu istituito il partido di Pilar. Nel 1888 la località fu raggiunta dalla ferrovia per Mendoza ed il Cile.
Nel 1948 fu aperto il primo polo club della cittadina. La successiva proliferazione di queste istituzioni sportive ha dato origine all'altro  soprannome con cui è nota Pilar in tutto il paese, ovverosia quello di Capitale Nazionale del Polo.
La costruzione della nuova superstrada negli anni sessanta favorì la nascita nel decennio successivo del vasto distretto industriale ad ovest di Pilar. La relativa accessibilità del luogo e la vicinanza con le aree produttive ha favorito, a partire dagli anni novanta, la nascita di numerose gated community intorno alla città, popolate dalla classe medio-alta in fuga dal centro di Buenos Aires.

## Monumenti e luoghi d'interesse
- Chiesa di Nostra Signora del Pilar, costruita tra il 1821 ed il 1854.

## Infrastrutture e trasporti

### Strade
La principale via d'accesso a Pilar è la strada nazionale 8, arteria di comunicazione che unisce Buenos Aires alle provincie di Córdoba e San Luis.

### Ferrovie
Pilar è servita da una propria stazione ferroviaria posta lungo la linea suburbana San Martín che unisce Buenos Aires con le località della parte nord-occidentale dell'area metropolitana bonaerense.